# Campeonato Europeo Femenino Sub-19 de la UEFA 2022
El Campeonato Europeo Femenino Sub-19 de la UEFA 2022 fue la vigésimo tercera edición que se celebra de este torneo. La fase final se realizó en la República Checa desde el 27 de junio al 9 de julio de 2022.
Aparte de República Checa, 55 de las 55 selecciones nacionales miembros de la UEFA restantes participan en la competición de clasificación, debutando Andorra, donde el formato original consta de dos rondas: la ronda de clasificación, que se celebró en otoño de 2020, y la ronda de élite, que tuvo lugar en la primavera de 2021.

## Clasificación
El Comité Ejecutivo de la UEFA aprobó el 18 de junio de 2020 un nuevo formato de clasificación para el Campeonato Femenino Sub-17 y Sub-19 a partir de 2022. La competición de clasificación se jugará en dos rondas, con equipos divididos en dos ligas, con ascenso y descenso entre ligas después de cada ronda similar a la Liga de las Naciones de la UEFA.
Un total récord de 52 (de 55) naciones de la UEFA participarán en la competición de clasificación, y la anfitriona República Checa también compite a pesar de que ya se clasificó automáticamente, y siete equipos se clasificarán para el torneo final al final de la ronda 2 para unirse a los anfitriones. El sorteo de la ronda 1 se llevó a cabo el 11 de marzo de 2021 a las 15:00 CET (UTC+1), en la sede de la UEFA en Nyon, Suiza.

## Equipos clasificados
Los siguientes equipos se clasificaron para el torneo final.
| Equipo          | Manera de clasificar | Participaciones | Última participación  | Mejor participación                      |
| --------------- | -------------------- | --------------- | --------------------- | ---------------------------------------- |
| República Checa | Anfitronas           | 1               | 0                     | ―                                        |
| Alemania        | Ganadoras Grupo A2   | 17              | 2019 (Campeonas)      | Campeonas (2002, 2006, 2007, 2011)       |
| Inglaterra      | Ganadoras Grupo A3   | 14              | 2019                  | Campeonas (2009)                         |
| Suecia          | Ganadoras Grupo A1   | 11              | 2015                  | Campeonas (2015)                         |
| Noruega         | Ganadoras Grupo A4   | 16              | 2019                  | Subcampeonas (2003, 2008, 2011)          |
| Italia          | Gandoras Grupo A5    | 7               | 2018                  | Campeonas (2008)                         |
| España          | Ganadoras Grupo A6   | 15              | 2019 (campeonas)      | Campeonas (2004, 2017, 2018)             |
| Francia         | Ganadoras Grupo A7   | 16              | 2019 (fase de grupos) | Campeonas (2003, 2010, 2013, 2016, 2019) |

## Sedes
5 estadios en 4 estados albergarán el torneo dentro de la Región de Moravia-Silesia.
| Frýdek-Místek                       | Karviná          | Opava                     | Ostrava           | Ostrava           |
| ----------------------------------- | ---------------- | ------------------------- | ----------------- | ----------------- |
| Stadion Stovky                      | Městský Stadion  | Městský Fotbalovy Stadion | Městský Stadion   | Stadion Bazaly    |
| Capacidad: 12.400                   | Capacidad: 4.800 | Capacidad: 7.700          | Capacidad: 15.100 | Capacidad: 10.100 |
|                                     |                  |                           |                   |                   |
| Frýdek-Místek Karviná Opava Ostrava |                  |                           |                   |                   |

## Fase de grupos
Participarán 8 equipos, los mejores 2 de cada grupo avanzarán a semifinales.
- Todos los horarios corresponden a la hora local de República Checa CEST (UTC+2).

### Grupo A
| Equipo          | Pts | PJ | PG | PE | PP | GF | GC | Dif |
| --------------- | --- | -- | -- | -- | -- | -- | -- | --- |
| España          | 7   | 3  | 2  | 1  | 0  | 9  | 2  | +7  |
| Francia         | 5   | 3  | 1  | 2  | 0  | 6  | 3  | +3  |
| Italia          | 4   | 3  | 1  | 1  | 1  | 7  | 5  | +2  |
| República Checa | 0   | 3  | 0  | 0  | 3  | 0  | 12 | -12 |

| 27 de junio de 2022 | República Checa | 0:3 (0:2) | Francia                                       | Mĕstský Stadion, Ostrava |                        |
| 11:00               |                 | Reporte   | - 21' Coquet - 45+1' Benyahia - 90+2' Mouchon | Árbitra: Katalin Sipos   | Árbitra: Katalin Sipos |

| 27 de junio de 2022 | España                                   | 3:1 (2:1) | Italia               | Mestský Fotbalovy Stadion, Ostrava |                             |
| 17:30               | - Vignola 29' - Álvarez 45+3' - Uria 61' | Reporte   | 24' (pen.) Arcangeli | Árbitra: Lizzy van der Helm        | Árbitra: Lizzy van der Helm |

| 30 de junio de 2022 | Italia                               | 2:2 (1:0) | Francia                      | Stadion Bazaly, Ostrava  |                          |
| 15:00               | - Arcangeli 45+3' (pen.), 88' (pen.) | Reporte   | - 65' Coquet - 69' Ribadeira | Árbitra: Jelena Pejković | Árbitra: Jelena Pejković |

| 30 de junio de 2022 | República Checa | 0:5 (0:2) | España                                                     | Mestský Fotbalovy Stadion, Opava |                                 |
| 17:30               |                 | Reporte   | - 23' Elexpuru - 37' Benítez - 47' Pinedo - 69', 76' Moral | Árbitra: Katarzyna Lisiecka-Sęk  | Árbitra: Katarzyna Lisiecka-Sęk |

| 3 de julio de 2022 | Italia                                                 | 4:0 (2:0) | República Checa | Stadion Stovky, Frýdek-Místek |                     |
| 17:30              | - Arcangeli 3', 59' - Beccari 20' - Della Peruta 90+4' | Reporte   |                 | Árbitra: Alina Peşu           | Árbitra: Alina Peşu |

| 3 de julio de 2022 | Francia        | 1:1 (1:1) | España       | Stadion Bazaly, Ostrava  |                          |
| 17:30              | - Bahlouli 31' | Reporte   | - 29' Lloris | Árbitra: Catarina Campos | Árbitra: Catarina Campos |

### Grupo B
| Equipo     | Pts | PJ | PG | PE | PP | GF | GC | Dif |
| ---------- | --- | -- | -- | -- | -- | -- | -- | --- |
| Noruega    | 6   | 3  | 2  | 0  | 1  | 4  | 5  | -1  |
| Suecia     | 6   | 3  | 2  | 0  | 1  | 3  | 1  | +2  |
| Alemania   | 3   | 3  | 1  | 0  | 2  | 4  | 4  | 0   |
| Inglaterra | 3   | 3  | 1  | 0  | 2  | 4  | 5  | -1  |

| 27 de junio de 2022 | Suecia             | 2:0 (2:0) | Alemania | Stadion Stovky, Frýdek-Místek |                          |
| 15:00               | - Vinberg 29', 37' | Reporte   |          | Árbitra: Catarina Campos      | Árbitra: Catarina Campos |

| 27 de junio de 2022 | Inglaterra                                      | 4:1 (1:1) | Noruega      | Městský Stadion, Karviná        |                                 |
| 17:30               | - Beever-Jones 17', 71' - Fox 51' - Clinton 90' | Reporte   | 37' Tandberg | Árbitra: Katarzyna Lisiecka-Sęk | Árbitra: Katarzyna Lisiecka-Sęk |

| 30 de junio de 2022 | Noruega                | 2:1 (0:1) | Alemania                | Městský Stadion, Karviná |                     |
| 15:00               | - Omarsdottir 57', 83' | Reporte   | - 10' Mattner-Trembleau | Árbitra: Alina Peşu      | Árbitra: Alina Peşu |

| 30 de junio de 2022 | Suecia     | 1:0 (1:0) | Inglaterra | Stadion Stovky, Frýdek-Místek |                        |
| 17:30               | Nelhage 7' | Reporte   |            | Árbitra: Katalin Sipos        | Árbitra: Katalin Sipos |

| 3 de julio de 2022 | Noruega        | 1:0 (0:0) | Suecia | Mestský Fotbalovy Stadion, Opava |                             |
| 20:00              | - Johansen 77' | Reporte   |        | Árbitra: Lizzy van der Helm      | Árbitra: Lizzy van der Helm |

| 3 de julio de 2022 | Alemania                                    | 3:0 (1:0) | Inglaterra | Městský Stadion, Karviná |                          |
| 20:00              | - Mattner-Trembleau 44', 90+5' - Zdebel 87' | Reporte   |            | Árbitra: Jelena Pejković | Árbitra: Jelena Pejković |

## Fase final
|  | Semifinales | Semifinales |            |   | Final | Final |
|  |             |             |            |   |       |       |
|  | 6 de julio  |             |            |   |       |       |
|  |             |             |            |   |       |       |
|  | España      | 1           |            |   |       |       |
|  | España      | 1           | 9 de julio |   |       |       |
|  | Suecia      | 0           |            |   |       |       |
|  | Suecia      | 0           | España     | 2 |       |       |
|  | 6 de julio  |             | España     | 2 |       |       |
|  |             | Noruega     | 1          |   |       |       |
|  | Noruega     | Noruega     | 1          | 1 |       |       |
|  | Noruega     |             |            | 1 |       |       |
|  | Francia     | 0           |            |   |       |       |
|  | Francia     | 0           |            |   |       |       |

### Semifinales
| 6 de julio de 2022 | España     | 1:0 (0:0) | Suecia | Mestský Fotbalovy Stadion, Opava |                             |
| 15:00              | - Uria 51' | Reporte   |        | Árbitro(s): Catarina Campos      | Árbitro(s): Catarina Campos |

| 6 de julio de 2022 | Noruega              | 1:0 (0:0) | Francia | Městský Stadion, Karviná       |                                |
| 17:30              | - Sévenne 52' (a.g.) | Reporte   |         | Árbitro(s): Lizzy van der Helm | Árbitro(s): Lizzy van der Helm |

### Final
| 9 de julio de 2022 | España                        | 2:1 (1:1) | Noruega        | Mĕstský Stadion, Ostrava |                     |
| 15:00              | - Elexpuru 36' - Bartel 90+4' | Reporte   | 5' Omarsdottir | Árbitra: Alina Peşu      | Árbitra: Alina Peşu |

|                           |
| Bandera de España         |
| Campeón España 4.º título |